# Kong Fui Shopping Center
Koordinaten: 12° 34′ N, 70° 2′ W
Das Kong Fui Shopping Center ist das größte Einkaufszentrum auf der Karibikinsel Aruba. 
Das Shopping Center an der Hauptstraße 3 in Noord, Ortsteil Palm Beach mit rund 4.600 m² Verkaufsfläche wurde 2010 von Minister Otmar Oduber (Departamento di Progreso Laboral)  eröffnet. Das Zentrum beherbergt neben dem IGA-Lebensmittelsupermarkt noch 30 weitere Einzelhandelsgeschäfte. Eigentümer ist das Unternehmen Ling & Sons IGA, das im Besitz der Familie Ji Fang, Feng Jiao Li und ihren Kindern ist. Das 1965 gegründete Ling & Sons Unternehmen betreibt auch zwei weitere kleinere Supermärkte auf der Insel.